# Elephant Rocks (Neuseeland)

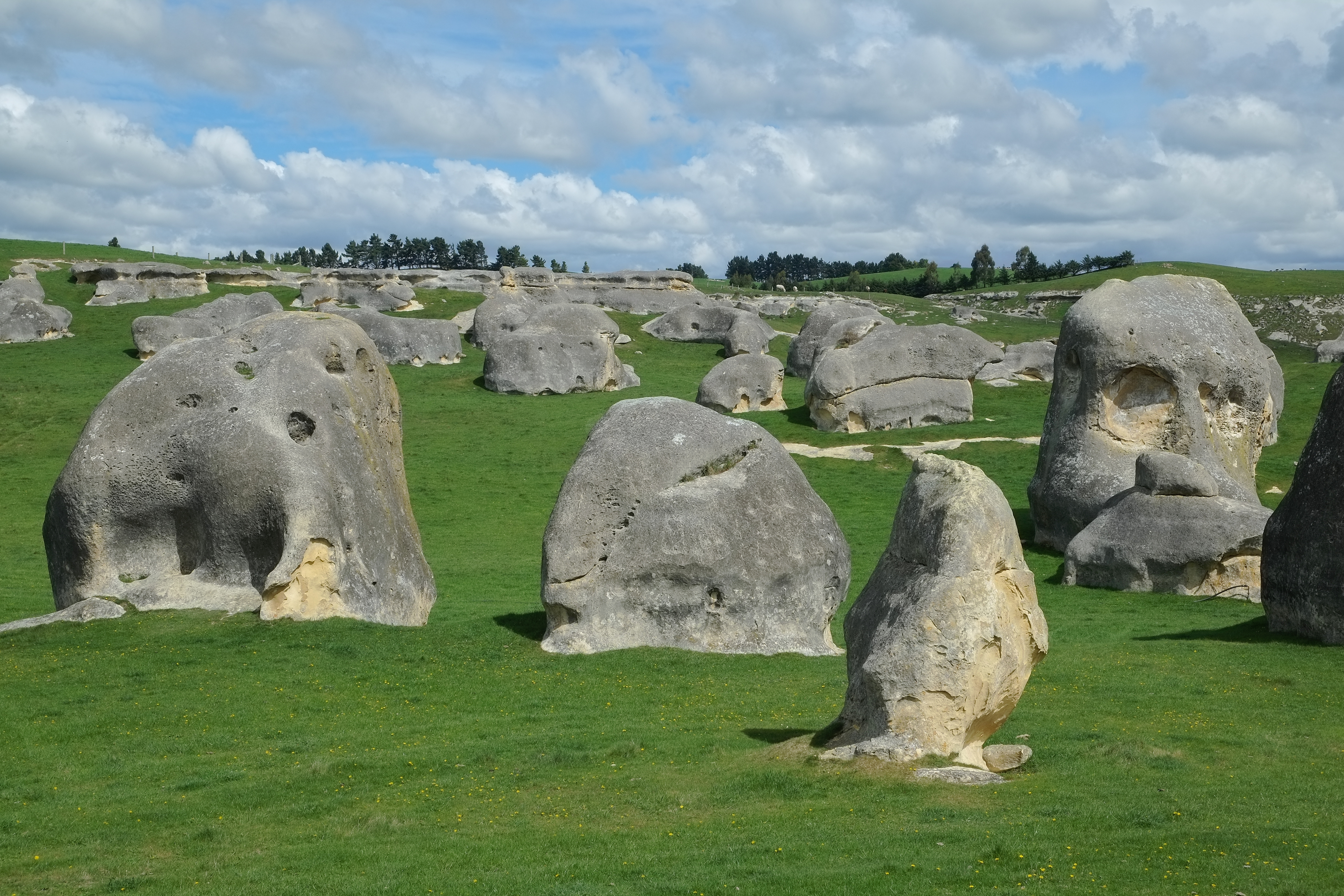
Blick auf die Elephant Rocks

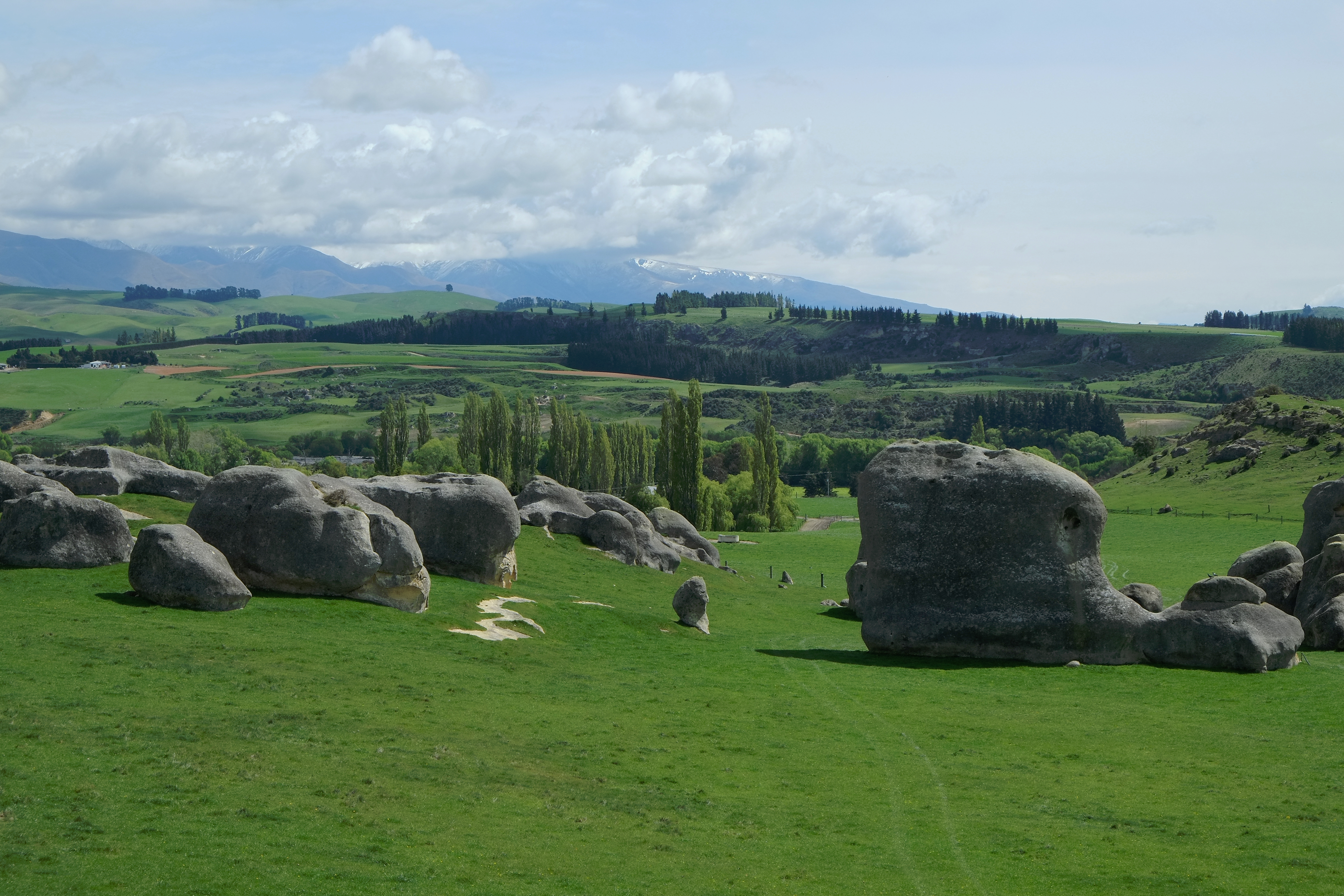
Elephant Rocks Richtung Tal des Maerewhenua River

Die Elephant Rocks 5 km südlich von Duntroon im Norden der Region Otago in Neuseeland sind eine Gruppe verwitterter Kalksteinfelsen. Die Gruppe hat einen Umkreis von etwa 200 m und ist auf einer Weide an einem leichten Abhang gelegen. Die rundlichen, verwitterten Steine haben 1 – 10 Meter Durchmesser und erinnern nicht wirklich an Elefanten. Sie befinden sich auf einer privaten Schaffarm, der Zugang ist jedoch von einer Parkspur an der Island Cliff-Duntroon Road erlaubt.
Bei den Elephant Rocks wurden 2005 Szenen in Aslans Lager für den ersten Film der Chroniken von of Narnia gedreht.
Koordinaten: 44° 53′ 36,6″ S, 170° 39′ 22,3″ O